# 杉本慶
杉本 慶（すぎもと けい、1992年7月9日 - ）はバスケットボール選手。現在は千葉県を拠点に活動するB2リーグのアルティーリ千葉に所属している。

## 人物
ディフェンスと広い視野を武器にプレーする選手であり、B2リーグでのアシストとスティールのランキングでは毎年上位に名を連ねている。特にアシストの能力の非凡さに由来して「魔法使い」との愛称で呼ばれることがあり、所属チームであるアルティーリ千葉やBリーグ公式のX(旧Twitter)アカウントでも、その愛称が使用されたことがある。